# Josh Wise
Joshua Stephen Wise (* 31. Januar 1986 in Dallas, Texas) ist ein US-amerikanischer Schauspieler, der vor allem in der Rolle des Pat Brody in Do Over – Zurück in die 80er und durch diverse Gastauftritte bekannt wurde.

## Leben
Josh Wise wurde 1986 in Dallas geboren, wuchs jedoch in McAllen, einer Stadt im Rio Grande Valley auf. In der Theatergruppe an der Junior High School stach er mit seinem besonderen Talent heraus. Daher schickte seine Mutter ihn zum Schauspielunterricht nach Austin, Texas. Wise fand durch seinen Schauspiellehrer einen Manager. Bereits kurze Zeit später bekam er schon die ersten Rollen, u. a. ein Gastauftritt in Frasier als gegnerischer Buchstabierchampion von Frasiers Sohn und als Schwarm von Lizzie McGuire in der gleichnamigen Serie.
Kurze Zeit später bekam er seine erste große Rolle in Do Over. Seit dieser Zeit lebt er mit seinen Eltern in Los Angeles, Kalifornien. Wenn Wise nicht arbeitet, skateboardet er gerne, spielt Schlagzeug und Paintball.

## Filmografie
- 2001: Murphy’s Dozen
- 2002: Do Over – Zurück in die 80er
- 2005: Rings
- 2006: The Naked Ape

### Gastauftritte
- 2002: Frasier, Folge 9.18
- 2003: Lizzie McGuire, Folge 2.27
- 2005: Without a Trace – Spurlos verschwunden, Folge 4.08
- 2007: Emergency Room – Die Notaufnahme (ER), Folge 14.08